# ビギン・ザ・ビギン
「ビギン・ザ・ビギン」（Begin the Beguine）は、コール・ポーターが作曲した歌。ジャズのスタンダードナンバーになっている。

## 概要
1935年、パリのリッツホテルのバーのピアノでこの曲を作曲したといわれている。1935年10月にニューヨークのインペルアル・シアター上演のミュージカル『ジュビリー』（Jubilee）で発表される。意味は「ビギンを始めよう」であり、ビギン（Beguine）はフランス領マルティニクのダンス音楽である。
1938年、アーティ・ショウが編曲し、自分のバンドの演奏でRCAレコードと契約してレコード録音したのが大ヒットする。有名無名問わず、数多くのアーティストがカヴァーし、ジャズのスタンダードナンバーとして定着している。ボーカルなしの演奏もよく聴かれる。

## カヴァーした主なミュージシャン
- ジャンゴ・ラインハルト
- レス・ポール
- エラ・フィッツジェラルド
- アート・ペッパー
- マリオ・ランツァ
- サミー・デイヴィスJr.
- ジョニー・マティス
- トム・ジョーンズ
- ピート・タウンゼント
- フリオ・イグレシアス
- 越路吹雪
- 稔幸 - 越路吹雪トリビュートアルバム『越路吹雪に捧ぐ』（2016年12月21日）に収録[1]
- 寺内タケシとブルージーンズ
- デビッド・マシューズオーケストラ フィーチャリング グローヴァー・ワシントンJr. & アール・クルー

## CMなど
- 2015年2月に日本仕様が登場した、ホンダのミニバン、ジェイドのCMソングにも使われていた。
- 1983年と2008年に三菱自動車のギャランΣ、ギャランフォルティスのCMソングとして使われていた。